# Дзадзэн

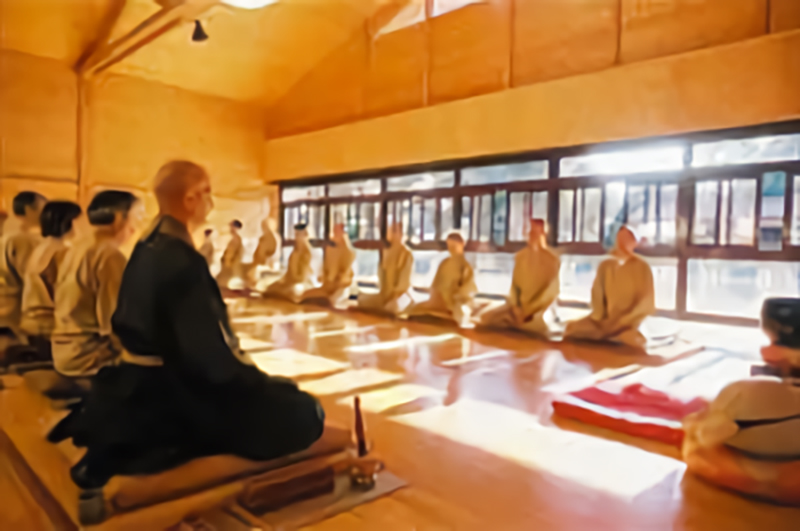
Дзадзэн в школе Риндзай

Дзадзэн (яп. 座禅, реже, но правильно яп. 坐禅 или яп. 坐禪, «сидячая медитация») — медитативная практика, являющаяся основополагающей в буддизме дзэн. Она считается наиболее отличительной чертой японской школы сото (где дзадзэн является единственным методом достижения сатори), однако используется практически всеми школами дзэн в сочетании с другими практиками (например, школа риндзай).

## Характерные черты дзадзэн
В отличие от традиционной буддийской медитации, целью которой является достижение сатори, первой и основной задачей дзадзэн считается успокоение тела и проникновенное понимание феноменов существования; только с годами практики сидячая медитация может привести к состоянию «отсутствия ума», пробуждению и реализации природы Будды практикующего.
Некоторые источники утверждают, что несмотря на кажущуюся простоту, эта постоянная техника является достаточной для достижения просветления, что подтверждается многочисленными японскими монастырями, где дзадзэн являлся единственной практикой.

## Общая методика проведения сидячей медитации
Традиционно (но не обязательно), дзадзэн проводится группами практикующих в специальном помещении дзэндо (яп. 禅堂, дзэндо:, «зал для медитаций») и может перемежаться с периодами так называемой «медитацией во время прогулки», кинхин  (яп. 経行).
Начало сеанса дзадзэн традиционно обозначается тремя ударами в специальный колокол, завершение сеанса — одним ударом. Перед началом дзадзэн, практикующие ритуальным поклоном (гассё, яп. 合掌) приветствуют соучеников и мастера.
В Японии дзадзэн выполняют на специальных подушках дзабутон (яп. 座布団), положенных поверх традиционных соломенных матов. Для практики дзадзэн используются следующие позиции:
- кэккафудза (яп. 結跏趺坐) — позиция «лотоса»
- ханкафудза (яп. 半跏趺坐) — позиция «полулотоса»
- агура  (яп. 胡坐 «иностранная(индийская) поза») - «по-турецки»
- сэйдза  (яп. 正坐, «правильная(японская) поза»)

В настоящее время, особенно в среде практикующих европейцев, нередко дзадзэн проводится сидя на стуле, с подложенной под поясницу подушечкой, чтобы поддержать естественный изгиб позвоночника.
Главным в позе дзадзэн считается прямой позвоночник, выравнивающий уши и плечи по одной линии. Подбородок должен быть втянут, диафрагма опущена. Руки должны быть сложены в «космическую мудру»: левая ладонь находится поверх правой, суставы средних пальцев соприкасаются, большие пальцы соединены, как будто между ними находится лист бумаги. Руки должны образовывать красивый овал, большие пальцы должны находиться на уровне пояса.
Обычно практикуется брюшной тип дыхания, от центра тяжести живота (хара, яп. ,腹). Глаза полуприкрыты, никогда не закрываются полностью и не бывают полностью открыты (чтобы избежать воздействия на медитирующего внешних факторов и, вместе с тем, не впадать в дремоту).
Как уже отмечалось, основная цель дзадзэн — успокоение тела и разума. Этим дзадзэн несколько отличается от медитативной практики достижения просветления, которая обычно характеризуется концентрацией разума на каком-либо объекте или феномене. Аналогичные дзадзэн практики часто использовались мастерами искусств в Японии — перед тем, как приступить к творчеству, мастер должен был успокоить, сбалансировать свой разум, прийти в состояние дзансин  (яп. 残心), что может означать «равновесие ума».